# Massacre de Killough
La massacre de Killough va ser una batalla considerada com el darrer atac i el més destacat realitzat per amerindis contra colons blancs a la part oriental de Texas.
Aquesta massacre va tenir lloc el 5 d'octubre de 1838 prop de Larissa (al nord de Jacksonville), a la part nord-oest del comtat de Cherokee. Hi va haver 18 víctimes, entre els que es trobaven Isaac Killough pare, així com la seva extensa família (les famílies de quatre fills i dues filles). Els Killough havien arribat a la República de Texas provinents del comtat de Talladega el 1837, assentant-se allí el 24 de desembre d'aquell any.